# Leonard Lansink

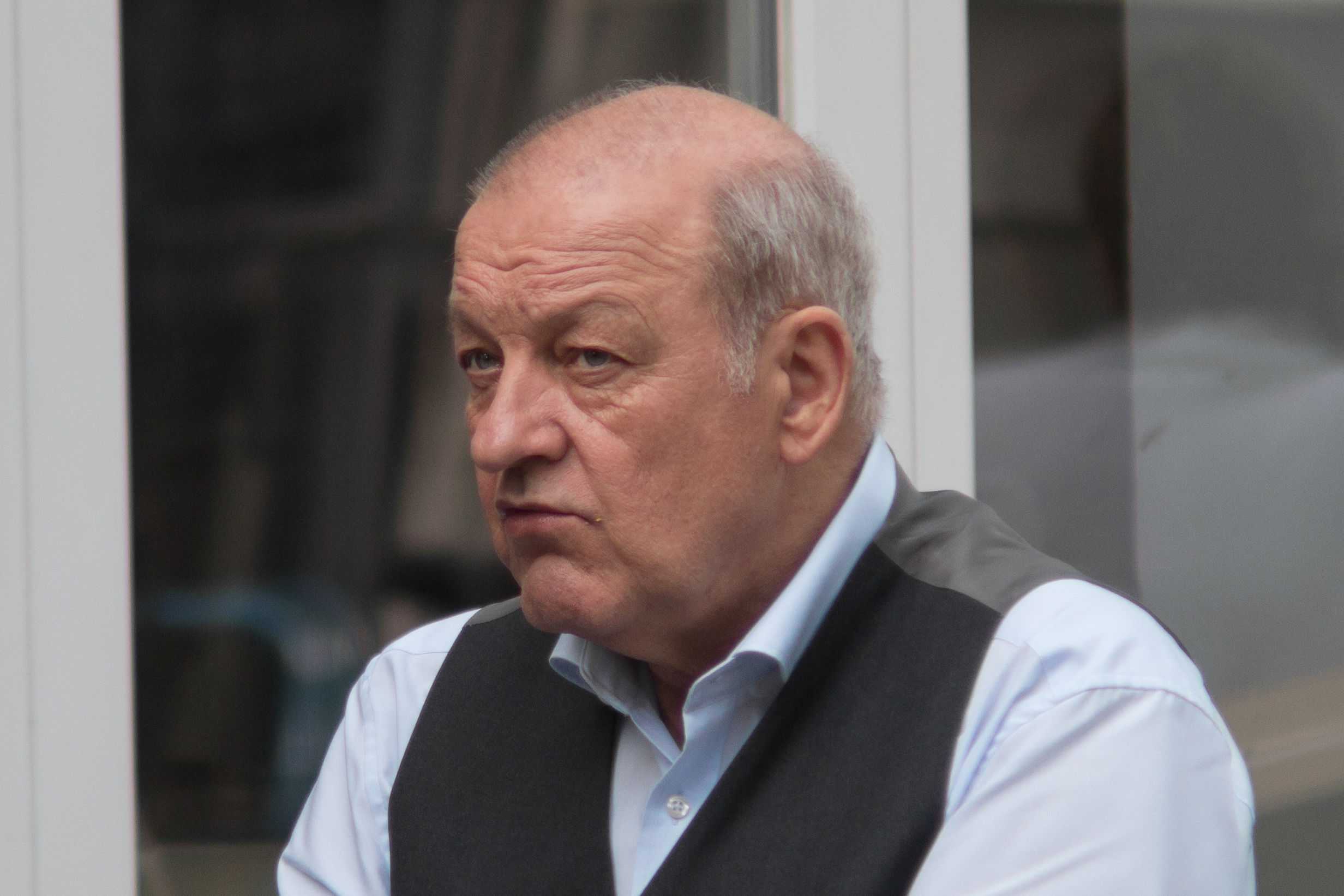
Leonard Lansink, 2022

Leonard Lansink (* 7. Januar 1956 in Hamm) ist ein deutscher Schauspieler. Einem breiten Publikum ist er als Privatdetektiv Georg Wilsberg in der gleichnamigen ZDF-Samstagskrimireihe bekannt, den er seit 1998 verkörpert. Neben verschiedenen Rollen an deutschen Theaterbühnen wirkte er bislang in über 100 Film- und Fernsehproduktionen mit.

## Leben

### Familie und Ausbildung
Leonard Lansink wuchs bei seinen Großeltern in Gelsenkirchen-Rotthausen auf. Sein Großvater, der als Metzger tätig war, trug den gleichen Namen. Von seiner Mutter wurde Lansink nach seiner Geburt im Krankenhaus zurückgelassen, seinen Vater wie auch die Großeltern väterlicherseits lernte er nicht kennen. Mit seiner Mutter pflegte Lansink später gelegentlichen Kontakt. Ebenso lernte er später seine Halbschwester kennen. Seinen Halbbruder hingegen traf er noch nicht. Alle drei Halbgeschwister haben unterschiedliche Väter, Lansink ist der älteste der drei Halbgeschwister. Er absolvierte 1974 sein Abitur am Bischöflichen Gymnasium Am Stoppenberg in Essen. Hier lernte er – inspiriert durch Jethro Tull – Querflöte zu spielen. Nach dem anschließenden Zivildienst in einem Blindenheim begann er ein Medizinstudium, das er nach sechs Semestern abbrach. Darauf besuchte er die Essener Folkwangschule, um Schauspieler zu werden.

### Theater

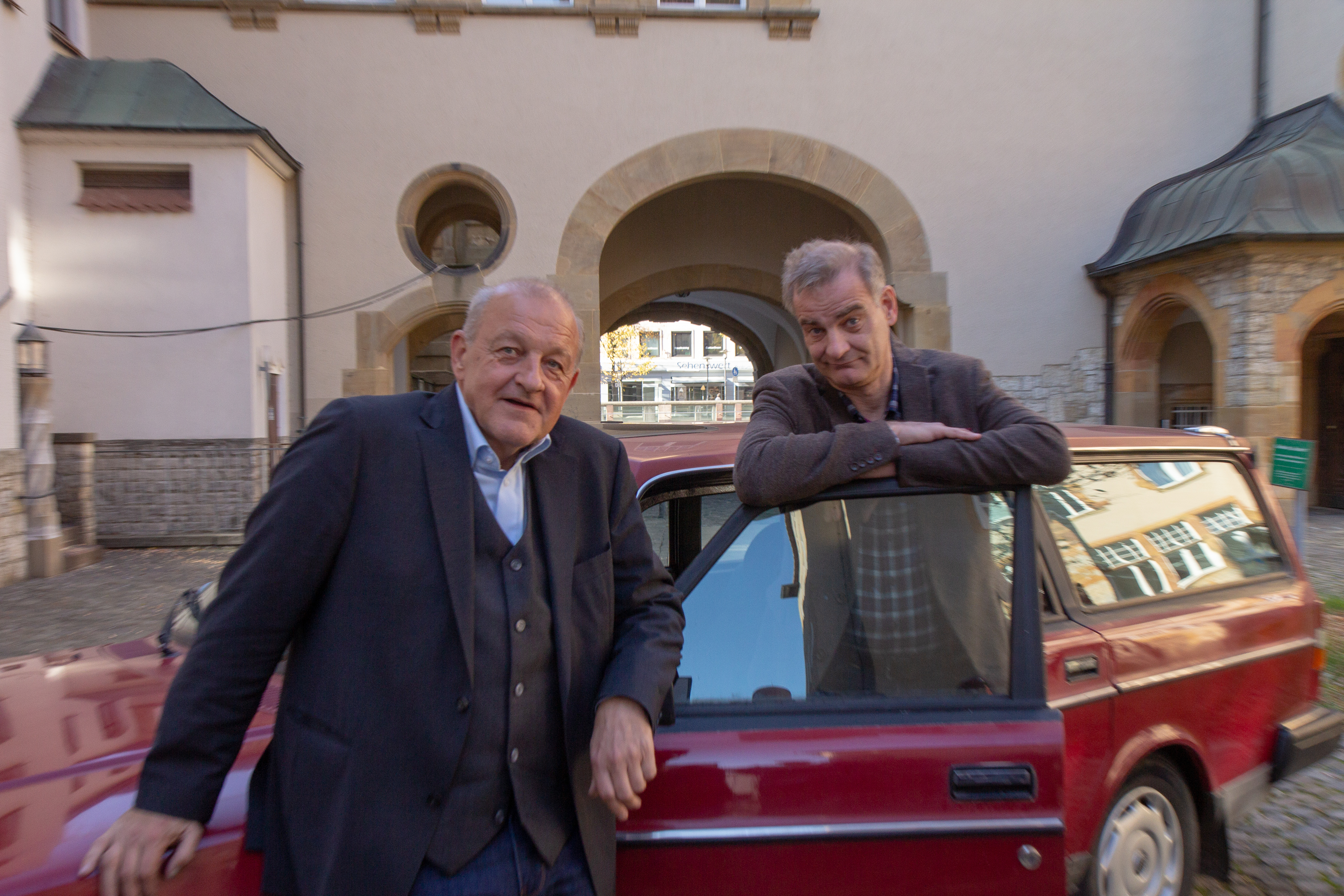
Leonard Lansink mit Heinrich Schafmeister bei Dreharbeiten zu Wilsberg am 15. Oktober 2018 in Bielefeld

Im Anschluss seiner Schauspielausbildung hatte Lansink Engagements an den Bühnen in Essen, Bochum und Oberhausen. 1980 gründete er eine eigene Theatergruppe, in der er Regie führte und selbst spielte. So inszenierte er Stücke wie Wolf Biermanns Der Dra-Dra, Johann Wolfgang von Goethes Urfaust und François Villons Das Testament. Er trat zudem an freien Theatern und beim Münchner Theaterfestival auf. Gemeinsam mit Heinrich Schafmeister stand er in zahlreichen Theatervorstellungen auf der Bühne.

### Film und Fernsehen

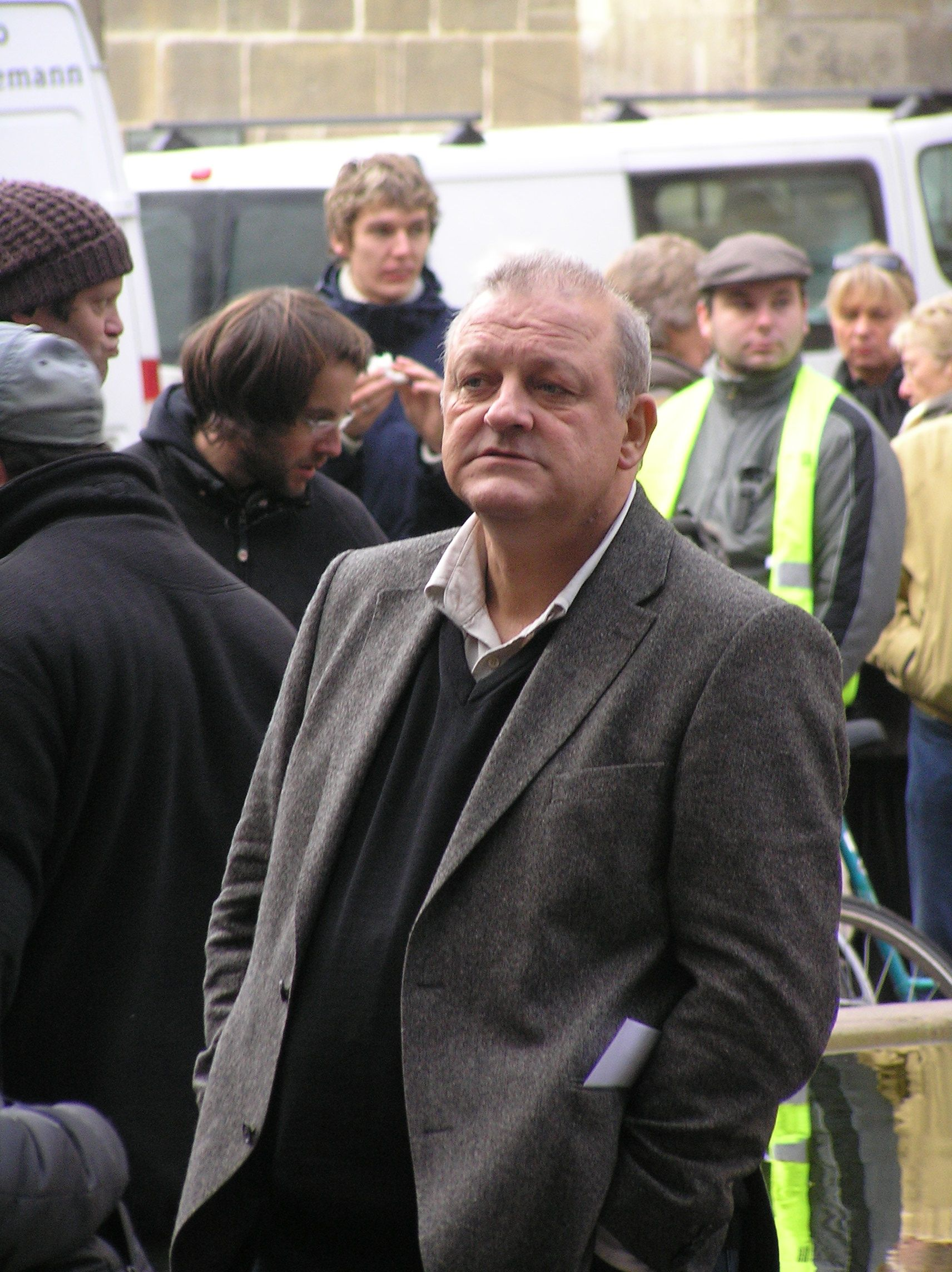
Leonard Lansink, 2007

Bereits 1983 gab Lansink sein Debüt vor der Kamera als Restaurantbesitzer im Schimanski-Tatort Rechnung ohne Wirt. 1987 spielte er eine Nebenrolle im Film Eis am Stiel VII – Verliebte Jungs, für die er 3.000 US-Dollar erhielt und 14 Tage in Tel Aviv verbrachte.
In den 1990er-Jahren hatte er einige Rollen auf der Kinoleinwand, wie in Kondom des Grauens (1996), einer Adaption des Comics von Ralf König, wo er den Transvestiten Babette gab, im Kassenschlager Knockin’ on Heaven’s Door (1997) mit Til Schweiger in der Hauptrolle verkörperte er wiederum den Kommissar. 2002 spielte er neben Henriette Confurius im Jugenddrama Mein erstes Wunder in seiner ersten Kino-Hauptrolle – als eigenbrötlerischer Familienvater, der sich mit einem frühreifen elfjährigen Mädchen anfreundet.
In Fernsehfilmen wirkte er in Nebenrollen, so etwa in der Bestseller-Verfilmung Der stille Herr Genardy (1997) oder in Stefan Lukschys Romanverfilmung Ich liebe meine Familie, ehrlich (1999) an der Seite von Suzanne von Borsody. 1997 erhielt er bei den Baden-Badener Tagen des Fernsehspiels einen Sonderpreis für die darstellerische Leistung im ZDF-Film Nur für eine Nacht.
Nach einigen Gastrollen in Fernsehserien und -reihen stieg Lansink 1994 in die Hauptbesetzung der ZDF-Krimireihe Ein starkes Team ein, wo er bis 2005 in 29 Folgen an der Seite von Maja Maranow und Florian Martens den EDV-Spezialisten Kriminalhauptkommissar Georg Scholz spielte. Von 1995 bis 1997 übernahm er in der Sat.1-Serie A.S. – Gefahr ist sein Geschäft eine durchgehende Rolle als Kommissar Kalle Krüger. Von 1998 bis 2002 hatte er neben Ulrich Mühe und Gesine Cukrowski als Dr. Harald Sänger in der ZDF-Krimiserie Der letzte Zeuge eine weitere feste Serienrolle. Seit der im Mai 1998 erstgesendeten Folge Wilsberg: In alter Freundschaft spielt er neben Rita Russek, Oliver Korittke und Roland Jankowsky den Privatdetektiv und Antiquar Georg Wilsberg. Im Jahr werden drei bis vier Folgen Wilsberg gedreht.
Daneben spielte Lansink in vielen anderen deutschen Krimiserien mit, so etwa in Der Fahnder, Der Alte, Ein Fall für zwei, SOKO 5113, Polizeiruf 110, Hecht & Haie, Die Drei, Adelheid und ihre Mörder sowie in mehreren Tatort-Folgen. Eine Gastrolle als Busfahrer hatte er in der Serie Familie Heinz Becker in der Folge Die Busfahrt nach Lourdes (1994).
Lansink wirkte auch in zahlreichen Kinder- und Jugendproduktionen, wie 2005 als Willi Bollstedt in Löwenzahn – Die Reise ins Abenteuer oder in der Rolle des Königs in den beiden Märchenfilmen Der Teufel mit den drei goldenen Haaren (2009) und Die Salzprinzessin (2015).

### Auszeichnungen
2008 wurde Lansink mit dem Titel „Best for bike – die fahrradfreundlichste Persönlichkeit des Jahres 2008“ geehrt.
Im April 2014 erhielt Lansink den mit 5000 Euro dotierten Preis der Otmar-Alt-Stiftung in Hamm-Norddinker. Begründet wurde dies unter anderem damit, dass er der Filmfigur Wilsberg einen eigenständigen und einzigartigen Charakter gegeben habe. Zugleich wurde mit der Auszeichnung der besondere Einsatz von Lansink für die Münsteraner Krebsberatungsstelle gewürdigt.
Im Januar 2017 erhielt Lansink den Verdienstorden des Landes Nordrhein-Westfalen aufgrund seines langjährigen Einsatzes für die Krebsberatungsstelle Münster, deren Schirmherr er auch seit 2003 ist.

### Privates
Leonard Lansink erkrankte Anfang der 2000er Jahre an Lymphdrüsenkrebs. Seit 2005 ist Lansink eingetragenes Mitglied beim SC Preußen Münster, obgleich er Anhänger des FC Schalke 04 ist. Er besitzt keinen Führerschein. Die Szenen, die ihn in der Fernsehreihe Wilsberg am Steuer zeigen, wurden auf abgesperrten Strecken aufgezeichnet. Er humpelt aufgrund einer Verletzung des Sprunggelenks, die er sich bei einem Reitunfall 2004 zuzog, und wegen eines künstlichen Hüftgelenks.
Am 15. Oktober 2011 heiratete Leonard Lansink die Juristin Maren Muntenbeck im Rathaus Schöneberg, die er im Rahmen einer Veranstaltung in Münster kennengelernt hatte, bei der er als Festredner geladen war. Das Paar lebt in Berlin-Friedrichshain.

## Soziales und politisches Engagement
Lansink engagiert sich sozial für die Stadt Münster. Er übernahm unter anderem die Schirmherrschaft über die Münsteraner Krebsberatungsstelle, für welche er jedes Jahr mit einem „Promi-Kellnern“ im Szenelokal Der Bunte Vogel sowie an den Aasee-Terrassen Geld sammelt. 2012 unterstützte er die Münsteraner Initiative „Schlossplatz!“, die sich in Münster erfolgreich für die Umbenennung des dortigen Hindenburgplatzes in Schlossplatz einsetzte.
Während des Bundestagswahlkampfs 2005 trat Lansink in die SPD ein und unterstützte sie öffentlich. Lansink wurde zum Mitglied der 13. und 17. Bundesversammlung gewählt.

## Filmografie

### Kino
- 1985: King Kongs Faust
- 1986: Va Banque
- 1986: Wie treu ist Nick?
- 1987: Eis am Stiel 7 – Verliebte Jungs
- 1987: Hollywood Monster
- 1988: Singles
- 1992: Nordkurve
- 1992: Klinik des Grauens (Kurzfilm)
- 1992: Nie wieder schlafen
- 1994: Der bewegte Mann
- 1995: Die Eroberung der Mitte
- 1996: Kondom des Grauens
- 1997: Knockin’ on Heaven’s Door
- 1997: Still Movin'
- 1998: Der Eisbär
- 2001: Anam
- 2001: Herz im Kopf
- 2002: Mein erstes Wunder
- 2004: Nicht meine Hochzeit

### Fernsehen

#### Fernsehfilme
- 1991: Leo und Charlotte
- 1993: Tödliche Lüge
- 1994: Die Schamlosen
- 1995: Der Schatztaucher
- 1995: Das Schwein – Eine deutsche Karriere (Dreiteiler)
- 1997: Der Doppelgänger
- 1997: Nur für eine Nacht
- 1997: Der stille Herr Genardy
- 1999: Das Callgirl
- 1999: Die Entführung
- 1999: Ich liebe meine Familie, ehrlich
- 1999: Der Mörder meiner Mutter
- 2000: 20.13 – Mord im Blitzlicht
- 2000: Liebestod
- 2000: Einer geht noch
- 2001: Besuch aus Bangkok
- 2002: Mehr als nur Sex
- 2005: Mein Mann und seine Mütter
- 2005: Löwenzahn – Die Reise ins Abenteuer
- 2008: Ihr könnt euch niemals sicher sein
- 2009: Der Stinkstiefel
- 2009: Der Teufel mit den drei goldenen Haaren
- 2010: Gräfliches Roulette
- 2010: Um Himmels Willen – Weihnachten unter Palmen
- 2011: Im besten Alter
- 2011: Das große Comeback
- 2015: Die Salzprinzessin
- 2016: Nur nicht aufregen!
- 2024: Ich hab den Weihnachtsmann geküsst

#### Fernsehserien und -reihen
- 1983: Tatort: Rechnung ohne Wirt
- 1985: Blam! (5 Folgen)
- 1986: Auf Achse (Folge 2x33: Einmal gerade – einmal krumm)
- 1986: Der Fahnder (Folge Lauter gute Freunde)
- 1987: Hafendetektiv (Folge Toffers V-Mann)
- 1988: Der Alte (Folge Der Tod kommt selten allein)
- 1988: Der Geisterwald oder Des Raben Rache (6 Folgen)
- 1988: L'heure Simenon (Folge La maison du canal)
- 1988: Weißblaue Geschichten (Folgen Der Fremde/Das Schlitzohr/Der Lausbub/Der Künstler)
- 1989: Tatort: Der Pott
- 1990–1991: Büro, Büro (22 Folgen)
- 1986–1992: Der Fahnder (verschiedene Rollen, 3 Folgen)
- 1990–1999: SOKO 5113 (verschiedene Rollen, 3 Folgen)
- 1990–2002: Ein Fall für zwei (verschiedene Rollen, 7 Folgen)
- 1992: Tatort: Der Mörder und der Prinz
- 1992: Kommissar Klefisch (Folge Ein unbekannter Zeuge)
- 1992: Eurocops (Folge Das Omega Programm)
- 1992: Brigada central II: La guerra blanca (Folge Érase una vez dos polis)
- 1993: Tatort: Alles Palermo
- 1994–2005: Ein starkes Team (29 Folgen)
- 1994: Ärzte (Folgen Glühende Kohlen und Giganten)
- 1994–2000: Die Kommissarin (verschiedene Rollen, 2 Folgen)
- 1994: Schwarz greift ein (Folge Die Macht des Wortes)
- 1994: Forsthaus Falkenau (Folge Kuppeleien)
- 1994: Familie Heinz Becker (Folge Busfahrt nach Lourdes)
- 1994: Hecht & Haie (Folge Edle Tropfen)
- 1995: Kommissar Rex (Folge Schüsse auf Rex)
- 1995–1998: A.S. – Gefahr ist sein Geschäft (29 Folgen)
- 1996: Die Drei (Folge Hoffmeyers Millionen)
- 1996: Faust (Folge Babyraub)
- 1996: Adelheid und ihre Mörder (Folge Tod auf Bestellung)
- 1996: Stockinger (Folge Mord-Saison im Seehotel)
- 1998–2002: Der letzte Zeuge (11 Folgen)
- seit 1998: Wilsberg
- 1999: Im Namen des Gesetzes (Folge Fehlurteil)
- 1999: Rosamunde Pilcher – Rosen im Sturm
- 1999: Das Amt (Folge Das Amt in Berlin)
- 1999: Unser Charly (Folge Fahrerflucht)
- 2003: Club der Träume – Türkei, Marmaris
- 2003: Club der Träume – Mexiko, Yucatan
- 2003: Küstenwache (Folge Schicksalsschläge)
- 2004: Das Traumschiff – Australien
- 2004: Polizeiruf 110: Rosentod
- 2006: Pfarrer Braun: Drei Särge und ein Baby
- 2016: Inga Lindström – Familienbande
- 2017: Dengler: Die schützende Hand
- 2018: Inga Lindström – Die andere Tochter
- 2019: Katie Fforde – Das Kind der Anderen
- 2021: Ein Sommer in … – Ein Sommer in Istrien
- 2021: Kroymann (Satiresendung, 1 Folge)
- 2023: Inga Lindström – Einfach nur Liebe

## Hörbücher
- Menschenflug. (von Hans-Ulrich Treichel), Der Audio Verlag (DAV), Berlin, 2006, ISBN 978-3-89813-512-2 (Lesung, 4 CDs, 317 Min.)